# Laurence Marchal
Laurence Marchal est une joueuse de football belge née le 30 septembre 1990.

## Palmarès
- Vainqueur de la Coupe de Belgique en 2011 avec Sinaai Girls et en 2013 avec le RSC Anderlecht